# 쓰지 슈고
쓰지 슈고(일본어: 辻 周吾, 1997년 7월 21일~)는 일본의 축구 선수이다.

## 구단 경력
그는 2016년 J1리그의 사간 도스에 입단했다. 2018년 J2리그의 요코하마 FC로 이적했다. 2020년 에히메 FC로 이적했다. 2021년후 J3리그에 강등했다. 2023년 J3리그 우승으로 J2리그로 승격했다.